# Opsomeigenia epilachnae
Opsomeigenia epilachnae är en tvåvingeart som beskrevs av Aldrich 1923. Opsomeigenia epilachnae ingår i släktet Opsomeigenia och familjen parasitflugor. Inga underarter finns listade i Catalogue of Life.